# Дурутлија (Дојран)
Дурутлија (мкд. Дурутли, тур. Durutlu) је насеље у Северној Македонији, у југоисточном делу државе. Дурутлија је насеље у оквиру општине Дојран.

## Географија
Дурутлија је смештена у југоисточном делу Северне Македоније, близу државне границе са Грчком (6 km источно од села). Од најближег града, Ђевђелије, насеље је удаљено 50 km североисточно.
Насеље Дурутлија се налази у историјској области Бојмија. Насеље је положено у јужној подгорини планине Беласице, на приближно 320 метара надморске висине. 
Месна клима је измењена континентална са значајним утицајем Егејског мора (жарка лета).

## Становништво
Дурутлија је према последњем попису из 2002. године имала 16 становника. 
Већинско становништво у насељу су Турци (100%).
Претежна вероисповест месног становништва је ислам.